# Lallo Gori
Pour les articles homonymes, voir Gori.
Lallo Gori, né Coriolano Gori le 7 mars 1927 à Cervia (Émilie-Romagne) et mort le 1er décembre 1982 à Rome (Latium), est un compositeur italien.

## Filmographie
- 1960 : Nous les durs ! (Noi duri) de Camillo Mastrocinque
- 1960 : Les Blousons noirs de la chanson (I Teddy boys della canzone) de Domenico Paolella
- 1962 : Les Faux Jetons (Le massaggiatrici) de Lucio Fulci
- 1962 : I tre nemici de Giorgio Simonelli
- 1963 : Ce monde interdit (Questo mondo proibito) de Fabrizio Gabella
- 1964 : Due mattacchioni al Moulin Rouge de Carlo Infascelli et Giuseppe Vari
- 1964 : Hercule contre les Fils du soleil (Ercole contro i figli del sole) de Osvaldo Civirani
- 1965 : Kindar prince du désert (Kindar l’invulnerabile) d'Osvaldo Civirani
- 1965 : 002 Operazione Luna de Lucio Fulci
- 1966 : Le Temps du massacre (Tempo di massacro) de Lucio Fulci
- 1966 : Piège nazi pour sept espions (Trappola per sette spie) de Mario Amendola
- 1966 : L'Espion qui venait du surgelé (Le spie vengono dal semifreddo) de Mario Bava
- 1966 : Deux loufoques attaquent la Banque d'Italie (Come svaligiammo la Banca d'Italia) de Lucio Fulci
- 1967 : Comment nous avons volé la bombe atomique (Come rubammo la bomba atomica) de Lucio Fulci
- 1967 : Pécos tire ou meurt (Pecos è qui: prega e muori!) de Maurizio Lucidi
- 1967 : Poker au colt (Un poker di pistole) de Giuseppe Vari
- 1968 : I due crociati de Giuseppe Orlandini
- 1969 : Dans l'enfer des sables (Uccidete Rommel) d'Alfonso Brescia
- 1969 : Z comme Zorro (Zorro il dominatore) de José Luis Merino
- 1970 : I due maggiolini più matti del mondo de Giuseppe Orlandini
- 1970 : Django et Sartana (Quel maledetto giorno d'inverno... Django e Sartana... all'ultimo sangue!) de Demofilo Fidani
- 1971 : Il clan dei due Borsalini de Giuseppe Orlandini
- 1971 : Les Jardins du diable (I giardini del diavolo) d'Alfredo Rizzo
- 1971 : Macho Callaghan se déchaîne (Giù la testa... hombre!) de Demofilo Fidani
- 1971 : Nevada Kid (Per una bara piena di dollari) de Demofilo Fidani
- 1972 : El Zorro justiciero de Rafael Romero Marchent
- 1972 : Une nuit mouvementée (Quante volte… quella notte) de Mario Bava
- 1974 : Vive la quille (Il colonnello Buttiglione diventa generale) de Mino Guerrini
- 1975 : ...a tutte le auto della polizia... de Mario Caiano
- 1976 : Bestialité (Bestialità) de Peter Skerl (it)
- 1977 : Antigang (La malavita attacca... la polizia risponde!) de Mario Caiano
- 1979 : Il commissario di ferro de Stelvio Massi